# Jon Hassell
Jon Hassell (22. března 1937 Memphis, Tennessee – 26. června 2021) byl americký trumpetista. Studoval na Eastman School of Music v newyorském Rochesteru. Koncem šedesátých let spolupracoval s La Monte Youngem a Terry Rileyem. Počátkem osmdesátých let nahrál album s Brianem Eno a Eno se pak podílel na několika Hassellových albech. Během své kariéry spolupracoval i s dalšími hduebníky, mezi které patří Ry Cooder, Peter Gabriel, David Sylvian nebo skupina Talking Heads.